# Anantapur
Anantapur, ufficialmente Anantapuramu, è una suddivisione dell'India, classificata come municipality, di 340 613 abitanti, capoluogo del distretto di Anantapur, nello stato federato dell'Andhra Pradesh. La città è attraversata dalla National Highway 44 (NH 44), una delle principali autostrade nord-sud in India e la più lunga del paese. In base al numero di abitanti la città rientra nella classe I (da 100 000 persone in su).

## Geografia fisica

### Territorio
La città è situata a 14° 40' 60 N e 77° 35' 60 E e ha un'altitudine di 334 m s.l.m.. Anantapur si trova a una distanza di 356 km da Hyderabad, 484 km da Vijayawada, 148 km da Kurnool e 210 km da Bangalore, che è l'aeroporto internazionale più vicino.

### Clima
Anantapur ha un clima semi-arido, con condizioni calde e secche per la maggior parte dell'anno. L'estate inizia alla fine di febbraio e raggiunge il picco a maggio con temperature medie elevate intorno ai 37 °C . Anantapur riceve piogge pre-monsoniche a partire da marzo, principalmente a causa dei venti da nord-est che soffiano dal Kerala. Il monsone arriva a settembre e dura fino all'inizio di novembre con circa 250 mm di precipitazioni. Un inverno secco e mite inizia a fine novembre e dura fino all'inizio di febbraio; con poca umidità e temperature medie comprese tra 22 e 23 °C. La piovosità annua totale è di circa 560 mm.

## Origini del nome
Il nome Anantapur deriva da Anantasagaram, che significa "oceano sconfinato" e identifica un importante serbatoio d'acqua nelle vicinanze.

## Storia
Anantapur è conosciuta come Hande Anantapuram, dal nome della famiglia Hande durante l'impero di Vijayanagara.
Anantapur e alcuni altri territori furono donati dai sovrani Vijayanagar a Hanumappa Naidu della famiglia Hande.
Il luogo successivamente passò sotto i Qutub Shahis, i Mogul e i Nawab di Kadapa, sebbene i capi Hande continuassero a governare come loro subordinati.

## Monumenti e luoghi d'interesse

### Architetture religiose
Ci sono quattro templi sotto la gestione pubblica:
- Tempio di Sri Kasivisweswara e Kodanda Rama Swamy
- Tempio di Sri Virupakeshwara e Obuleswara Swamy
- Tempio di Sri Peta Basaveswara Swamy
- Tempio di Sri Rama Swamy

Ci sono, inoltre, altri templi che sono diventati importanti punti di riferimento:
- Tempio di ISKCON
- Tempio di Sri Mounagiri Kshetram, in cui è situata una statua monolitica di Hanuman alta circa 11 metri
- Tempio di Shivakoti
- Tempio di Harihara
- Tempio di Sri Anjanayaswamy

### Architetture civili
Il principale luogo di interesse è la torre dell'orologio, costruita in occasione dell'indipendenza dell'India, il 15 Agosto 1947.

## Società

### Evoluzione demografica
In base al censimento del 2011, la città di Anantapur ha una popolazione di 340.613 abitanti. Il rapporto tra i sessi è di 995 femmine per 1000 maschi e il 9% della popolazione ha meno di 6 anni. L'alfabetizzazione effettiva è dell'82%, quella maschile dell'89% e quella femminile del 75%. Il telugu è la lingua ufficiale ed è ampiamente parlata.

## Cultura

### Istruzione
L'istruzione primaria e secondaria è impartita dalle scuole pubbliche, paritarie e private del Dipartimento dell'Istruzione Scolastica dello Stato. Le lingue utilizzate per l'insegnamento sono l'inglese il telugu.
Anantapur è un importante centro educativo del distretto ed è sede di numerose scuole, college e università. Le istituzioni scolastiche e università di spicco includono: la Sri Krishnadevaraya University, la Jawaharlal Nehru Technological University, lo Sri Sathya Sai Institute of Higher Learning, la Central University of Andhra Pradesh, il Government Medical College, il Government College e lo Srinivasa Ramanujan Institute of Technology.

### Cucina
Diversi tipi di miglio, come le valietà Bajra e Ragi, e il sorgo, sono i cereali che vengono utilizzati principalmente negli alimenti.

## Infrastrutture e trasporti
Anantapur è ben collegata alle principali città vicine con la National Highway 7 e la National Highway 205 della rete National Highway dell'India. La NH-7 la collega a Bangalore e la NH-205 la collega a Chennai via Renigunta.
La Andhra Pradesh State Road Transport Corporation gestisce i servizi di autobus dall'autostazione di Anantapur.
La rete stradale della città ha una lunghezza totale di 298,12 km.
La stazione ferroviaria di Anantapur è classificata come una stazione di categoria A nella divisione ferroviaria di Guntakal della zona gestita dalla South Central Railway.
L'aeroporto internazionale più vicino è l'aeroporto Kempegowda di Bengalore, che dista 190 chilometri.

## Amministrazione
La Anantapuru Municipal Corporation è l'organizzazione civica di Anantapur.

## Sport
Anantapur ha molti impianti sportivi e ha ospitato il Trofeo Irani nel 1963-1964, giocato allo stadio Sanjeeva Reddy, quando la squadra del Rest of India ha segnato il suo totale più basso di 83 contro l'allora vincitore del trofeo Ranji, Bombay. Ad Anantapur sono stati ospitati diversi trofei Ranji e altri tornei regionali di basket, badminton, ecc.
L'Anantapur Sports Village (ASV) è situato lungo la National Highway NH-7. L'Anantapur Cricket Ground si trova all'interno di un complesso di 160.000 m2 che è gestito dal Rural Development Trust (RDT). Ci sono diversi stadi al coperto per basket e badminton gestiti da enti locali che conducono competizioni distrettuali, statali e nazionali.
Nell'ottobre 2010, Rafael Nadal ha aperto la scuola di tennis Rafael Nadal, che ospita tornei distrettuali, statali e nazionali, oltre a porre uguale enfasi sull'istruzione dei bambini e sulla formazione del tennis.